# Complexe de Cendrillon
Pour les articles homonymes, voir Complexe.

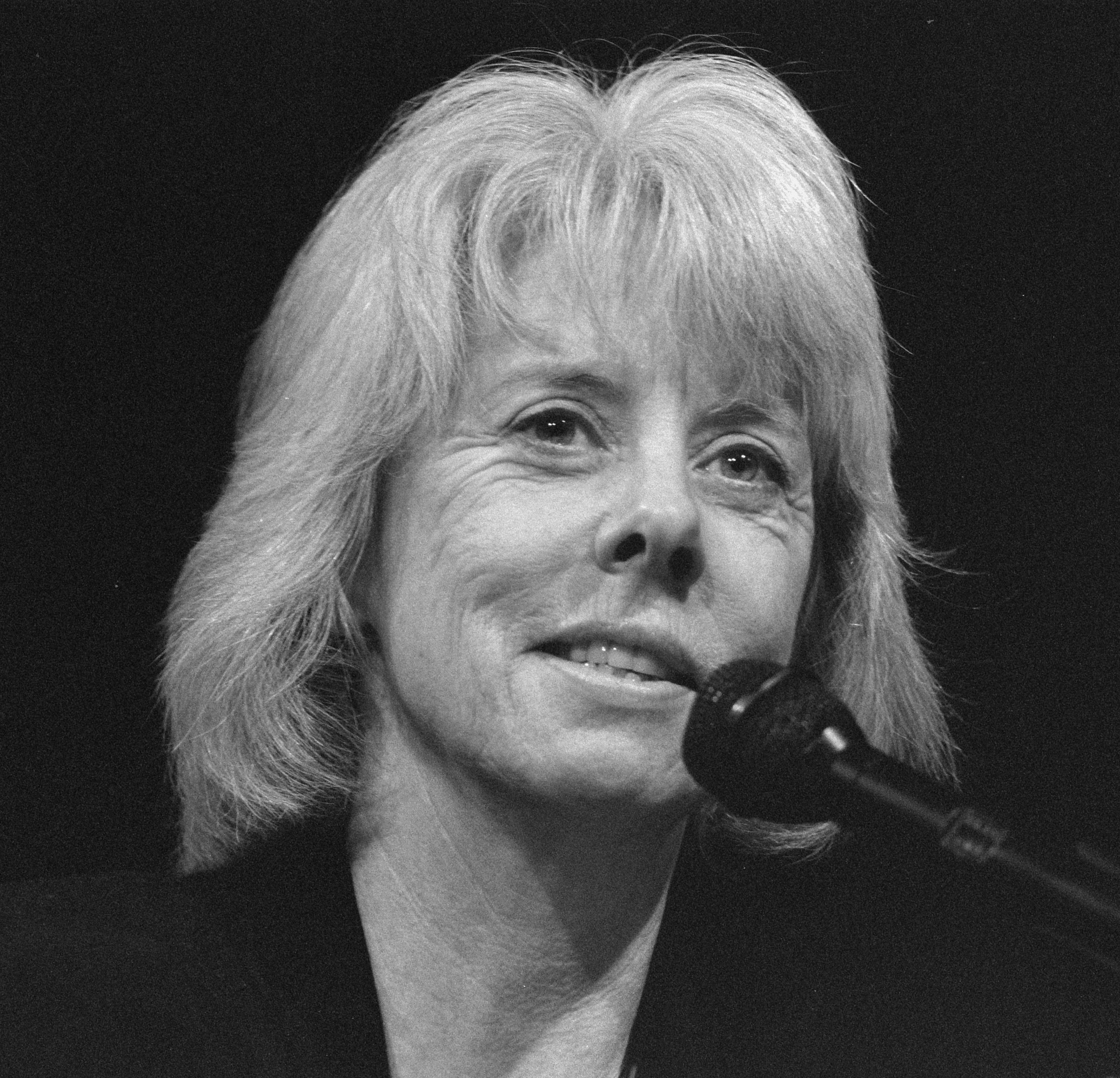
Colette Dowling en 1989.

Le complexe de Cendrillon serait, chez certaines femmes, un désir inconscient d'être prise en charge par autrui. Décrit par Colette Dowling dans Le Complexe de Cendrillon (The Cinderella Complex: Women's Hidden Fear of Independence), ce désir serait fondé sur la peur de certaines femmes d'être indépendantes.
Dans un article publié par Le Figaro en juin 2008, reprenant les idées de Colette Dowling, Isabelle Germain rapporte que ce complexe trouve son origine dans l'éducation différenciée des garçons et des filles, les premiers étant initiés aux jeux et aux livres qui leur apprennent à conquérir le monde, les secondes apprenant à attendre le prince charmant, puis l'homme, le patron ou la promotion.
Le psychanalyste Saverio Tomasella en propose une vision plus large et explore comment s'en dégager.